# Thaumantia insularis
Thaumantia insularis är en insektsart som beskrevs av Frederick Arthur Godfrey Muir 1931. Thaumantia insularis ingår i släktet Thaumantia och familjen Tropiduchidae. Inga underarter finns listade i Catalogue of Life.